# Christopher Heaton-Harris
Christopher Heaton-Harris (n. 28 noiembrie 1967) este un om politic britanic, membru al Parlamentului European în perioadele 1999-2004 și 2004-2009 din partea Regatului Unit.
1. ↑  Deputații în Parlamentul European, accesat în 23 ianuarie 2023
2. ↑  Ministers - GOV.UK (în engleză), accesat în 5 octombrie 2022
3. ↑   https://twitter.com/10DowningStreet/status/1567260297131335681 Lipsește sau este vid: |title= (ajutor)
4. ↑  Ministers - GOV.UK (în engleză), accesat în 9 februarie 2022
5. ↑   https://candidates.democracyclub.org.uk/results/csv/parl.2019-12-12/ Lipsește sau este vid: |title= (ajutor)
6. 1 2 3  TheyWorkForYou